# Беничанци
Беничанци су насељено место у саставу општине Магаденовац у Осјечко-барањској жупанији, Република Хрватска.

## Историја
До територијалне реорганизације у Хрватској налазили су се у саставу старе општине Доњи Михољац.

## Становништво
На попису становништва 2011. године, Беничанци су имали 520 становника.

## Попис1991.
На попису становништва 1991. године, насељено место Беничанци је имало 612 становника, следећег националног састава:
| Попис 1991.‍  | Попис 1991.‍  | Попис 1991.‍ | Попис 1991.‍ | Попис 1991.‍ |
| ------------ | ------------ | ----------- | ----------- | ----------- |
|              |              |             |             |             |
| Хрвати       | Хрвати       |             | 569         | 92,97%      |
| Роми         | Роми         |             | 18          | 2,94%       |
| Југословени  | Југословени  |             | 1           | 0,16%       |
| Срби         | Срби         |             | 1           | 0,16%       |
| неопредељени | неопредељени |             | 9           | 1,47%       |
| регион. опр. | регион. опр. |             | 1           | 0,16%       |
| непознато    | непознато    |             | 13          | 2,12%       |
| укупно: 612  |              |             |             |             |